# Dayle Haddon
Pour les articles homonymes, voir Haddon.
Dayle Haddon, née le 26 mai 1948 à Montréal (Québec) et morte le 27 décembre 2024 à Solebury (Pennsylvanie), est une  mannequin et actrice québécoise.

## Biographie
Mannequin, dans les années 1970 et 1980, Dayle Haddon fait la promotion de produits Max Factor, Revlon, Estée Lauder, et L'Oréal.
Au cinéma, elle a joué notamment dans Madame Claude de Just Jaeckin ou dans Spermula de Charles Matton. Elle est apparue également en 1983 dans La Crime de Philippe Labro aux côtés de Claude Brasseur et Gabrielle Lazure, ainsi que dans le film d'Élie Chouraqui, Paroles et Musique aux côtés de Richard Anconina et Christophe Lambert.
Au début des années 1990, elle a présenté, en français, la Chronique New Age « Chroniques de Californie » de Gilliane Le Gallic sur la chaîne du câble Canal Jimmy, lancée par Michel Thoulouze, où l'émission passait les mercredis et les dimanches à 22 h 10.
Durant la même décennie, elle redevient mannequin, convainquant des entreprises de cosmétiques de développer des crèmes anti-âges.
En 2008, elle crée WomenOne, une organisation humanitaire qui aide les filles à accéder à l'éducation dans des pays pauvres.
Elle est mère d'une fille.

## Filmographie

### Cinéma
- 1973 : Nanou, fils de la Jungle (The World's Greatest Athlete) de Robert Scheerer : Jane
- 1973 : Paperback Hero de Peter Pearson : Joanna
- 1974 : La Cousine (La cugina) d'Aldo Lado : Agata
- 1975 : Le Parfum du diable (La città gioca d'azzardo) de Sergio Martino : Maria Luisa
- 1975 : La supplente de Guido Leoni : Sonia
- 1976 : Spermula de Charles Matton : Spermula
- 1976 : Sexycon (40 gradi all'ombra del lenzuolo) de Sergio Martino : Marina
- 1977 : Madame Claude de Just Jaeckin : Elizabeth
- 1978 : Le Dernier Amant romantique de Just Jaeckin : Elisabeth
- 1979 : North Dallas Forty de Ted Kotcheff : Charlotte Caulder
- 1983 : La Crime de Philippe Labro : Suzy Thomson
- 1984 : Bedroom Eyes de William Fruet : Alex
- 1984 : e d'Élie Chouraqui : Corinne
- 1986 : Les Roses de Matmata de José Pinheiro : Diane Collins
- 1989 : Cyborg d'Albert Pyun : Pearl Prophet
- 1989 : Silence Like Glass (Zwei Frauen) de Carl Schenkel : Darlene Meyers
- 1992 : Unbecoming Age d'Alfredo Ringel et Deborah Ringel : Susan
- 1995 : Fiesta de Pierre Boutron : Cecilia Harrington-Forbes
- 1998 : Celebrity de Woody Allen : Une patiente dans la salle d'attente

### Télévision
- 1986 : Le voyageur (série TV) : Debbie Hunt
- 1987 : Max Headroom (série TV) : Vanna Smith
- 1991 : Coup de foudre (série TV) : Helen

### Clips
- 1998 : Ce que je sais de William Friedkin.